# Bürgi-Dunitz-traject

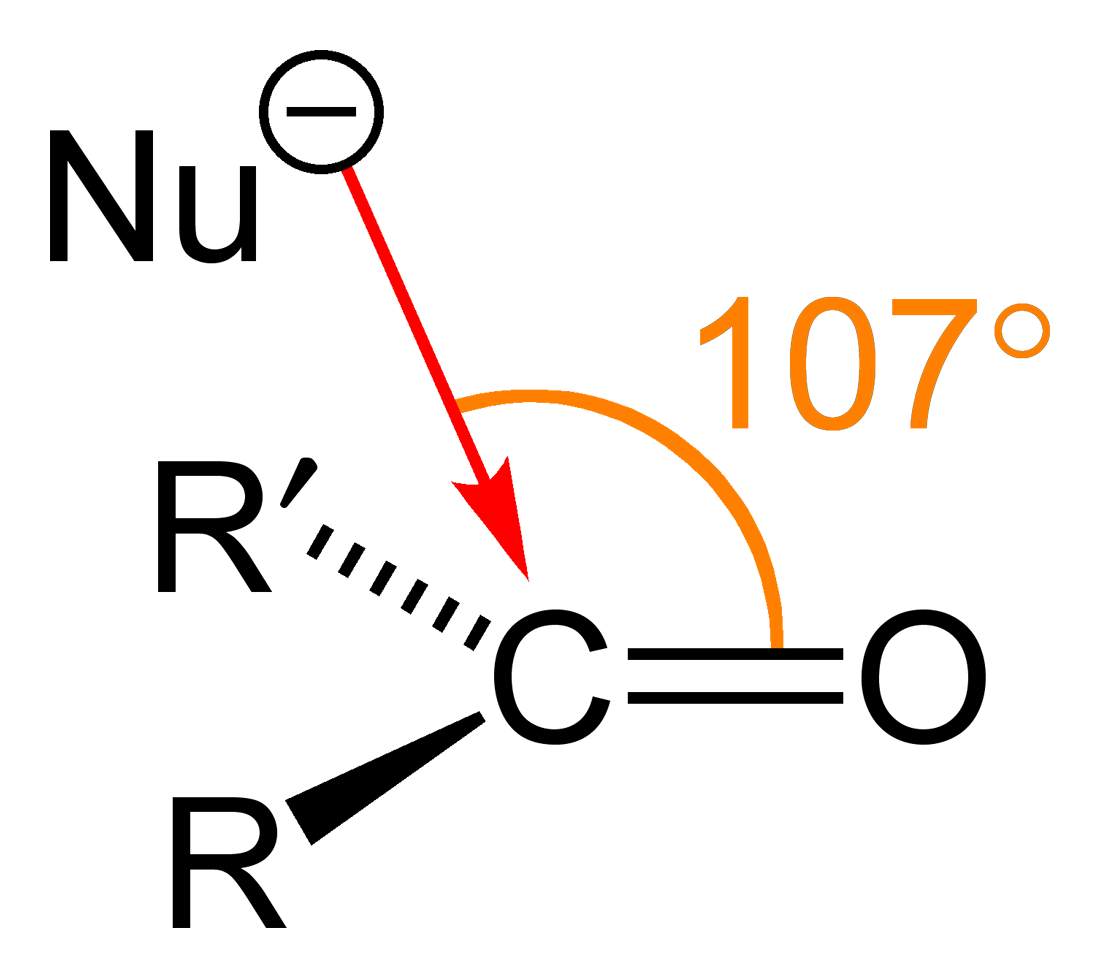
Aanduiding van de Bürgi-Dunitz-hoek wanneer het nucleofiel de carbonylgroep nadert.

Het Bürgi-Dunitz-traject (ook wel aangeduid als de Bürgi-Dunitz-hoek) beschrijft de hoek waaronder een nucleofiel het koolstofatoom van de carbonylgroep nadert bij een nucleofiele additie. De hoek werd genoemd naar Hans-Beat Bürgi en Jack David Dunitz, beide kristallografen.
De Bürgi-Dunitz-hoek hangt niet af van de aard van het nucleofiel, maar wordt toegeschreven aan een intrinsiek elektronisch effect van de carbonylgroep. Wanneer het nucleofiel met zijn HOMO loodrecht op de carbonylkoolstof aanvalt, treedt een hinderende elektronische interactie op met de LUMO van de carbonylgroep, zodat de hoek groter dient te zijn dan 90°. Oorspronkelijk werd de waarde van de hoek vastgesteld op (105 ± 5)°, maar later is die waarde bijgesteld tot 107°. Onder meer kwantummechanische berekeningen hebben hiertoe een bijdrage geleverd. De waarde van 107° ligt dicht bij de hoek die een sp3-gehybridiseerd koolstofatoom aanneemt nadat het nucleofiel aangevallen heeft, namelijk 109,5°. Dit ondersteunt de hypothese dat er in dergelijke reacties een tetraëdrisch intermediair gevormd wordt.